# Die Letzten von Rötteln

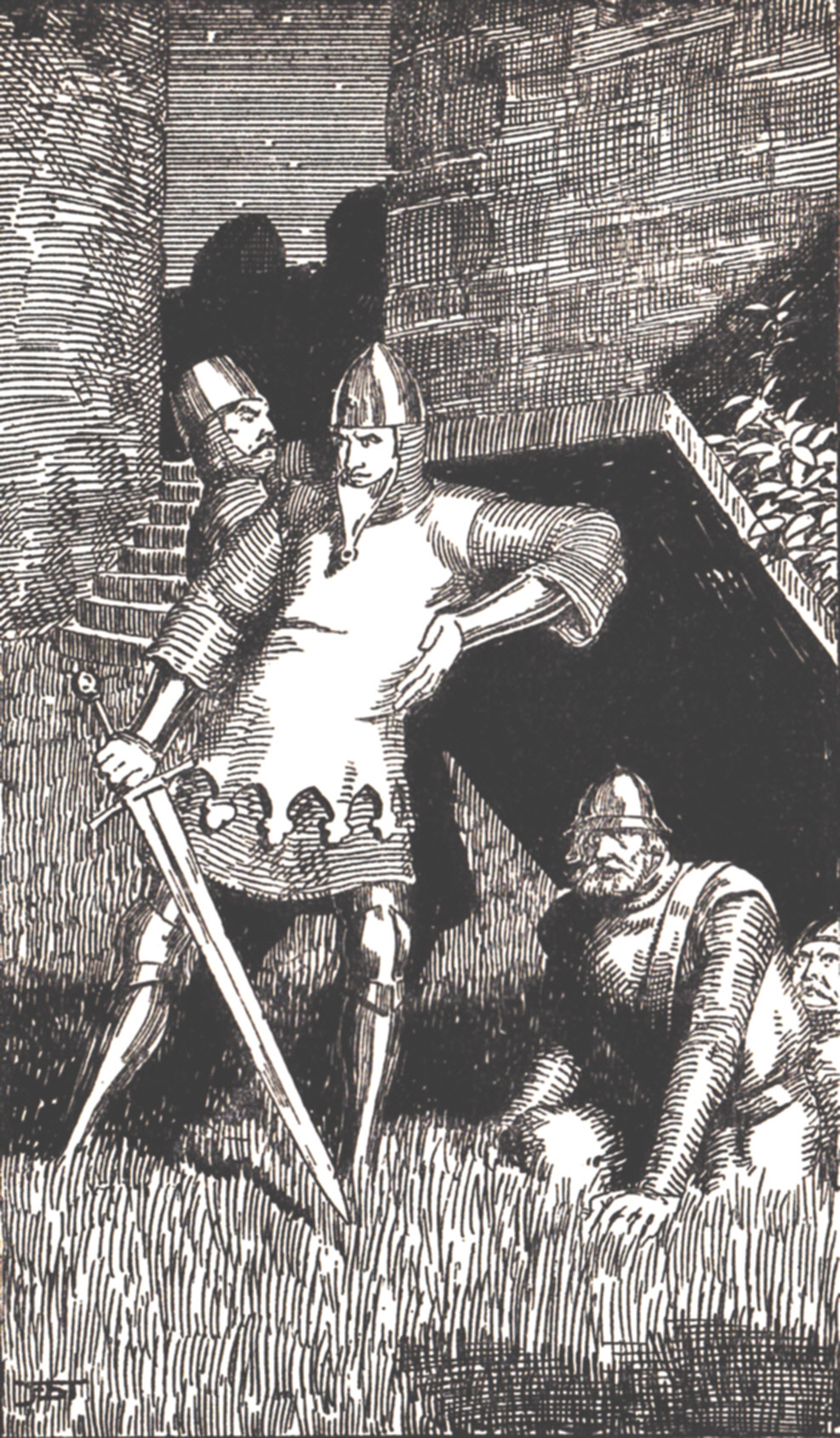
Walter von Rötteln steigt mit seinen Männern aus dem Geheimgang. Zeichnung von Franz Stassen

Die Letzten von Rötteln ist der Titel eines 1910 veröffentlichten historischen Romans von Käthe Papke, der sich mit den letzten männlichen Gliedern des Adelsgeschlechts der Edelfreien von Rötteln befasst und auf der Burg Rötteln und deren Umgebung spielt. 1930 erschien der historische Roman Der eiserne Markgraf von Sausenberg-Rötteln, der – einige Jahrzehnte überspringend – die Geschichte von Rötteln fortsetzt.

## Entstehungsgeschichte
Käthe Papke hielt sich im Sommer mit ihren Eltern in der Pilgermission St. Chrischona auf, wo ihr Vater die Ausbildung zum Prediger erhalten hatte. Nach der Erinnerung von Papke war dieser Besuch im Jahr 1908. Papke weilte einige Tage bei Freunden in Obertüllingen (heute zum Lörracher Stadtteil Tüllingen gehörig).
Von dort aus unternahm sie einen Ausflug auf die damals völlig zugewachsene Burgruine Rötteln. Die Atmosphäre der Ruine inspirierte sie zu historischen Recherchen. Diese begann sie beim Pfarrer von Rötteln, dessen Namen Papke nicht nennt. Von 1900 bis 1933 war Friedrich Holdermann der Pfarrer. Holdermann hatte 1903 sein Buch Aus der Geschichte von Rötteln veröffentlicht. In das Gespräch zwischen Papke und Holdermann sind die Inhalte dieses Buches eingeflossen und von Papke für ihren Roman verarbeitet worden.
Papke berichtet von ihrer Suche nach Urkunden zur Geschichte der Burg Rötteln, die Recherchen hätten vier Jahre gedauert. «Man soll nur den Chroniken nachspüren und sich keine Mühe verdrießen lassen — — man findet immer die Wahrheit in ihnen.» Als zeitgenössische Quelle stand ihr vor allem Die Chronik von Kolmar des Colmarer Dominikanerchronisten und dessen Die Jahrbücher von Basel zur Verfügung, die nach heutigem Forschungsstand im letzten Jahrzehnt des 13. Jahrhunderts – also etwa 20 Jahren nach den beschriebenen Ereignissen – aufgezeichnet wurde. Dort wird der Krieg zwischen Graf Rudolf und Bischof Heinrich behandelt. Eine weitere in der ersten Hälfte des 14. Jahrhunderts entstandene Quelle ist Die Chronik des Mathias von Neuenburg. Von beiden handschriftlichen, lateinischen Chroniken existieren diverse Abschriften und es wird davon ausgegangen, dass es im Mittelalter noch mehr Abschriften in diversen Fassungen existierten. Nachfolgende Chronisten wie Christian Wurstisen, Sigmund von Birken und Aegidius Tschudi haben aus solchen verlorenen Abschriften und anderen Urkunden weitere Details in ihren Werken berichtet. Zudem konnte sich Papke Informationen aus den Geschichtswerken von Peter Ochs, Johannes von Müller und Oswald Redlich beschaffen. Welche Urkunden und Chroniken Papke tatsächlich eingesehen hat, ist nicht bekannt. Falschinformationen zur Chronik über Rötteln könnte Papke auch dem ersten Burgführer Die Schloßruine Rötteln entnommen haben.
Das grundlegende Werk zur Geschichte der Edelfreien von Rötteln von Otto Konrad Roller stand ihr noch nicht zur Verfügung.
Papke besuchte die Burg wieder im Sommer 1923 und im Frühjahr 1928, wobei sie sich jeweils begeistert über die inzwischen erfolgten Freilegungsarbeiten und die touristische Erschließung der Ruine äußerte und darin Folgen ihres Buches sah. Zur Verbreitung ihres Werkes schreibt sie selbst: „Bald war dies Buch in Basel und der ganzen weiteren Umgebung wohl in jedem Hause zu finden, und in den Schulen wurde es sogar beim heimatkundlichen Unterricht benutzt.“
Bei ihrem Besuch 1928 wurde sie durch den Kontakt mit dem Vorsitzenden des „Röttelnbundes“ zu ihrem historischen Roman Der eiserne Markgraf von Sausenberg-Rötteln inspiriert, der die Geschichte der Burg Rötteln in der Zeit von 1330 bis 1360 zum Thema hat. Mit dem „eisernen Markgrafen“ ist Markgraf Rudolf II. von Hachberg-Sausenberg gemeint, der seine Residenz auf Burg Rötteln hatte und deswegen teilweise auch Markgraf von Sausenberg-Rötteln genannt wurde.

## Handlung
Der Roman spielt in der Zeit von 1271 bis etwa 1277. Papkes Erzählung beginnt in der Zeit des Interregnums. Der spätere deutsche König, Graf Rudolf von Habsburg, vermehrte Macht und Einfluss durch zahlreiche Fehden. Eine davon war der sogenannte Neuenburger Krieg, den er gegen die Stadt Neuenburg am Rhein und den Basler Bischof Heinrich von Neuenburg führte. In dieser Fehde standen die Edelfreien von Rötteln auf der Seite des Basler Bischofs, der auch ihr Onkel war.
Der Roman rankt sich um die fiktiven Aufzeichnungen eines auf der Burg lebenden Mönchs Rubertus aus dem Kloster Einsiedeln, der sich in die Schwester der drei Röttler Brüder, Walter, Otto und Lutold verliebt, aber als Geistlicher eben seine Gefühle für Elisabet nicht zeigen kann. Über die Figur des Burgkaplans bringt Papke protestantisches Gedankengut ein und spricht das Thema der Kirchenverbesserung an, das lange vor der Reformation die Menschen bewegt hat.
Das Buch beginnt im April 1271 mit einem kurzen Rückblick auf den im Herbst 1270 geschlossenen Waffenstillstand und der Sorge der Menschen, ob er denn von Bestand sein werde. Gräfin Elisabet von Rötteln kehrt mit dem Burgkaplan Rubertus von einem Besuch der Waldkapelle St. Chrischona bei Bettingen zur Burg Rötteln zurück und Elisabet erzählt dem Pater die Legende der heiligen Chrischona. In Basel eskaliert der Streit zwischen den Adelsgesellschaften der Psitticher und Sterner und Onkel Heinrich beruft die Psitticher – zu denen die Edelfreien von Rötteln gehören – zu einer Versammlung nach Basel. Man ist sich wohl bewusst, dass die Sterner zu Rudolf von Habsburg halten, aber die Sterner werden aus der Stadt gewiesen.

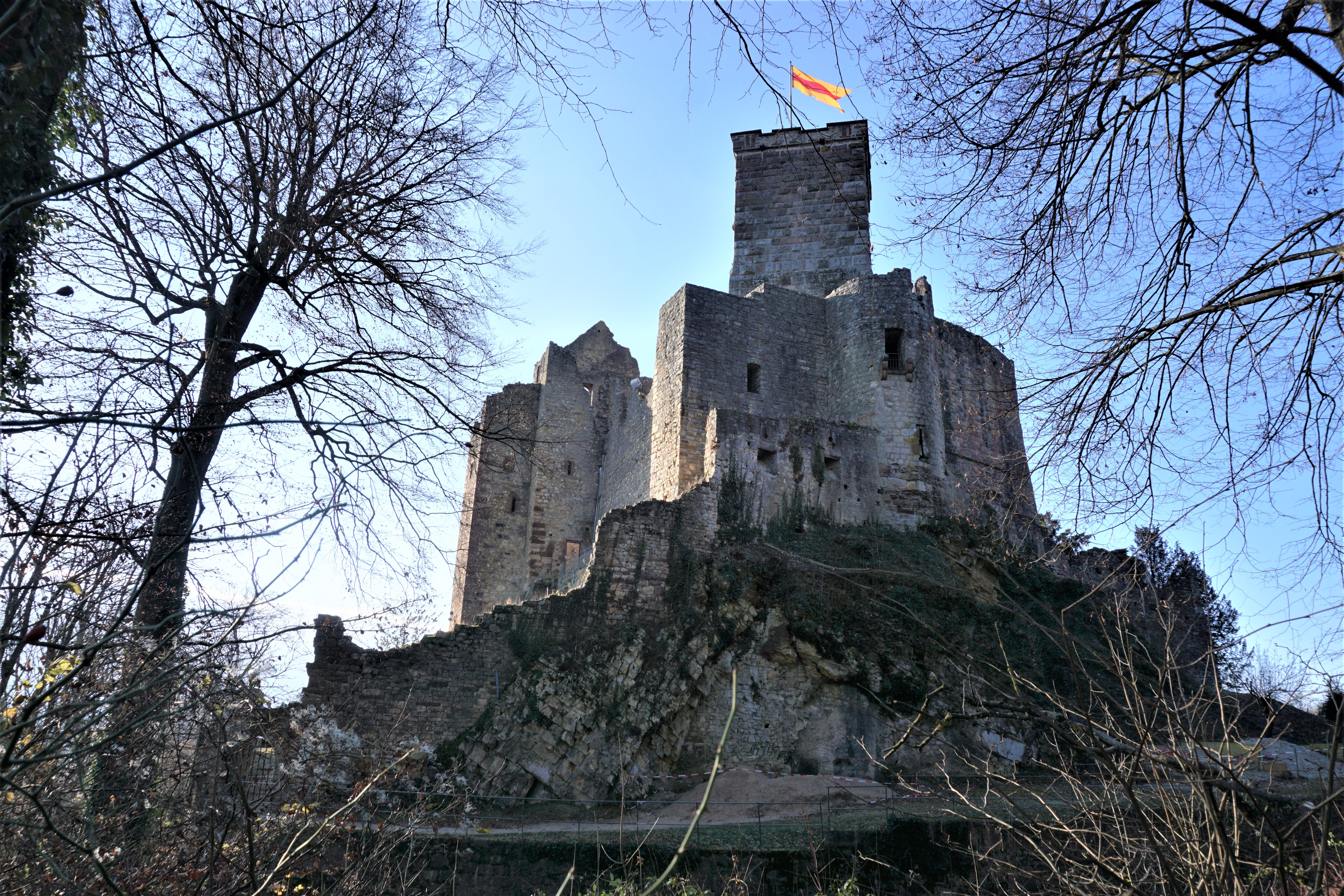
Flankierungsturm auf Burg Rötteln mit dem kleinen Balkon von dem aus der fiktive Rittersprung in eine Tiefe von 30 Metern erfolgt sein soll

Otto tut sich schwer mit der Erfüllung des von seinem Vater geschlossenen Vertrages, heiratet aber vereinbarungsgemäß Odalsinde von Hachberg-Sausenberg. Walter und Luthold verlieben sich in Odalsindes Schwester Ursula, wobei Luthold seinem älteren Bruder Walter den Vortritt lässt und sich einer geistlichen Laufbahn zuwendet. Pater Rubertus verliebt sich in Elisabet und will sich ins Kloster Einsiedeln zurückziehen. Der Graf von Wartenberg macht seine Unterstützung des Bischofs davon abhängig, dass er mit Elisabet vermählt wird, was deren Brüder vehement ablehnen, während Elisabet sich opfern will, um die Gefahr für Burg Rötteln zu bannen. Gleichzeitig will sie Buße tun für ihre verbotene Liebe zum Pater. Kurz vor der Hochzeit mit dem Wartenberg kommt Elisabet in einem Gewittersturm um. Rubertus geht zurück nach Einsiedeln und der Wartenberger zieht seine Unterstützung für den Bischof zurück. Nach Ende des Waffenstillstands werden die Kriegshandlungen wieder aufgenommen. Nach einem vergeblichen Versuch von habsburgischen Söldnern die Burg Rötteln einzunehmend, kommt Graf Rudolf selbst mit großer Macht und nimmt Rötteln schließlich ein. Der beim ersten Angriff verwundete Otto und die Frauen befinden sich in Basel in Sicherheit.
Mit ihrer Erzählung schuf Papke auch eine langlebige Sage, den Rittersprung. Demgemäß flüchtete sich Walter von Rötteln während der Erstürmung der Burg durch die Habsburger in einen Flankierungsturm im Norden der Burganlage und sprang dort mit seinem Pferd aus einer Maueröffnung in die Tiefe. Während das Pferd den Sprung nicht überlebte, konnte Walter flüchten und kam zwei Monate später mit 30 Getreuen wieder, um Burg zurückzuerobern. Dies gelang ihm durch Kenntnis eines unterirdischen Ganges.
Graf Rudolf nimmt durch Verrat die Burg Werra ein, die der Bischof seinem Neffen Luthold von Rötteln anvertraut hatte. Dessen Bruder Walter befreit den gefangenen Luthold, wobei Walter aber schwer verwundet wird. Ursula betreut ihn auf Burg Werra, bis er einigermaßen genesen ist und von Graf Rudolf freigelassen auf seine Burg Rötteln zurückkehrt. Otto zieht mit bischöflichen Truppen gegen den Wartenberg und trifft Wolf von Wartenberg mit einem Pfeil tödlich, worauf die Burg übergeben und zerstört wird. Graf Rudolf und Bischof Heinrich suchen den Entscheidungskampf vor Basel. Nach für beide Seiten verlustreichen Kämpfen vereinbaren Graf und Bischof einen Waffenstillstand, der nach der Wahl des Grafen Rudolf zum deutschen König zum Frieden wird. Pater Rubertus ist nach Rötteln zurückgekehrt und erlebt dort den Besuch des neu gewählten Königs. Walter stirbt alsbald an den Folgen seiner Lungenverletzung und auch sein Onkel, Bischof Heinrich lebt nicht mehr lange. Otto kann sich über einen Jungen freuen, den ihm Odalsinde geboren hat, Walter Rudolf.
Der Roman endet eigentlich mit dem 23. Kapitel im Jahre 1277 mit der Ernennung Lütholds (im Roman Lutold) zum Archidiakon durch den Basler Bischof Heinrich von Isny.
In einem abschließenden 24. Kapitel skizziert Papke die weitere Geschichte der Burg Rötteln bis zu ihrer Zerstörung 1678 und gibt ihre eigenen Eindrücke von der Ruine wieder.

#### Sonstige

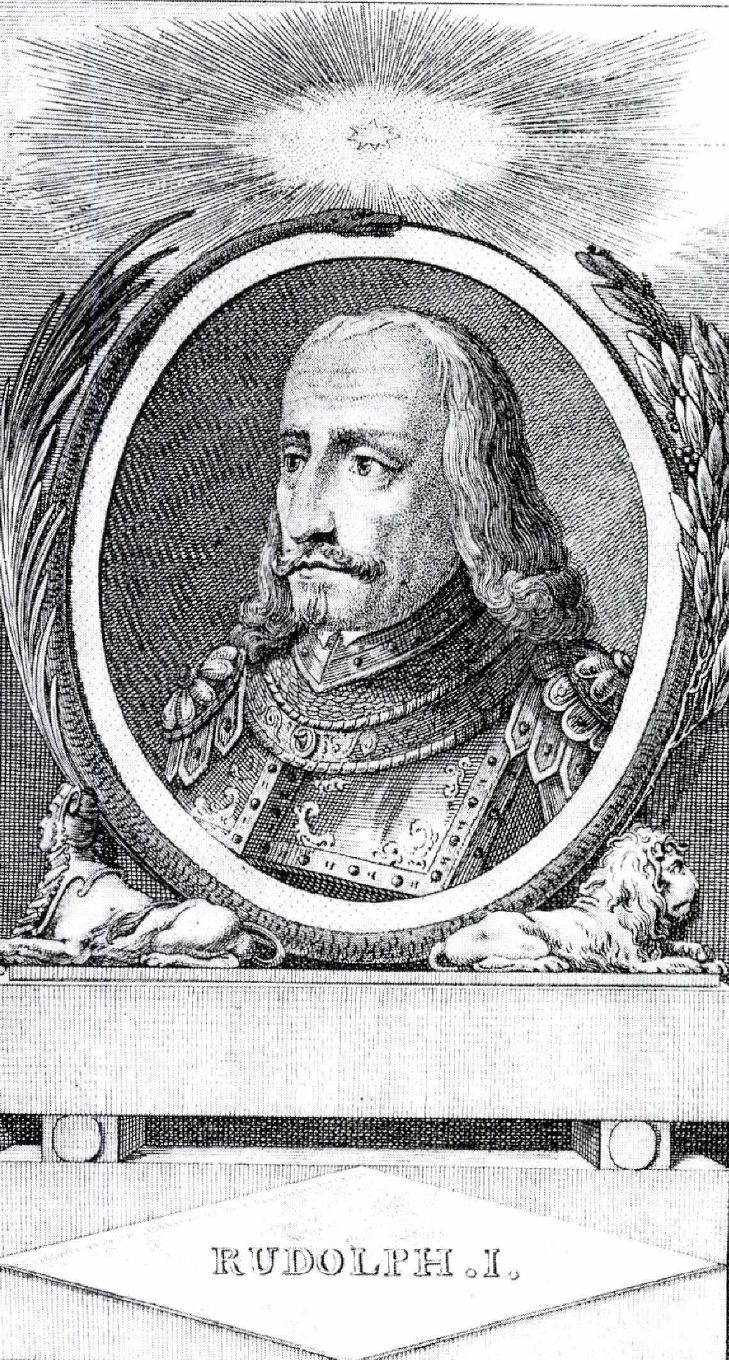
Fiktive Porträtdarstellung Rudolfs von Habsburg